# Partit Socialdemòcrata de Suïssa
El Partit Socialdemòcrata Suís (en alemany:Sozialdemokratische Partei der Schweiz, en francès:Parti Socialiste Suisse, en italià:Partito Socialista Svizzero) és un partit polític de Suïssa, de tendència esquerrana i forma part de la Internacional Socialista. Aquest és un dels quatre partits integrats en el Consell Federal de Suïssa, en el qual té dos membres permanents després de l'adopció de la fórmula màgica el 1959.
El partit ha estat també qui defensa la causa social amb més fervor, ha estat a favor de la introducció de les assegurances socials a Suïssa i les assegurances socials obligatoris, els quals continuen sent una de les seves majors preocupacions. El 31 de desembre de 2000, el nombre oficial de membres del partit era de 37.218 membres. A les eleccions federals suïsses de 2007 va obtenir 43 escons al Consell Nacional de Suïssa, el segon partit més votat.

## Història
- 1888: Durant la conferència obrera suïssa que va tenir lloc a Berna el 21 d'octubre, es decideix la creació del Partit Sociademòcrata Suís.
- 1890: Jakob Vogelsanger (Zuric) és el primer socialista escollit al Consell Nacional de Suïssa.
- 1904: Durant el congrés d'Aarau, s'adopta el programa marxista del PSS, elaborat per Otto Lang (jutge cantonal a Zuric).
- 1911: Els 18 socialistes escollits al Consell nacional constituïxen per primera vegada un grup parlamentari.
- 1912: Durant el congrés de Neuchâtel s'adopten les mesures necessàries per a obligar al PSS i els seus òrgans a actuar de manera eficaç, per a instaurar el dret de vot de les dones.
- 1913: El PSS deposa una nova iniciativa per a introduir la proporcionalitat en el Consell Nacional. Aquesta serà acceptada pel poble en 1918.
- 1918: El comitè d'Olten, fundat pel PSS i la Unió Sindical Suïssa (USS), respon a l'aixecament de les tropes, decidit pel consell federal en la investigació del general Ulrich Wille, amb una crida a la vaga general sobre la base de nou reivindicacions (la fi de la vaga es decideix tres dies més tard després que el Consell federal llancés un ultimátum): 
  - Renovació immediata del Consell Nacional segons la proporcionalitat.
  - Dret de vot i d'elecció per a les dones.
  - Introducció del deure treballar per a tots.
  - Introducció de la setmana de 48 hores en totes les empreses públiques i privades.
  - Reorganització de l'exèrcit suís sobre una base popular.
  - Revitalització garantida d'acord amb els productors camperols.
  - Creació d'un segur de jubilació i d'invalidesa.
  - Monopoli de l'Estat sobre les importacions i les exportacions.
  - Pagament del deute públic pels adinerats.
- 1919: Després de les primeres eleccions del Consell Nacional amb el sistema de proporcionalitat, el PSS duplica els seus escons, passant de 20 i 41. La seu principal del partit és traslladada de Zúric a Berna.
- 1921: Les 21 condicions per a entrar a la Tercera Internacional són rebutjades després del congrés i després de la votació de base. L'esquerra radical del partit, uns 5.000 membres, abandonen el partit i creen el Partit Comunista Suís.
- 1924: La llei Schulthess és rebutjada pel poble. El referèndum llançat pel comitè del PSS i la USS (Unió Sindical Suïssa) i el total de les associacions de treballadors aconsegueixen fer fracassar la temptativa de canvi de la setmana laboral de 48 hores.
- 1926: Entrada del PSS en la Internacional Obrera i Socialista. El congrés decideix engegar una comissió per a combatre el militarisme i pregona igualment que els socialistes del Consell Nacional rebutgin el pressupost militar.
- 1927: Durant la conferència femenina del partit socialista, s'exigeix la introducció d'un segur de maternitat, que seria acceptada pel poble suís solament en el 2004.
- 1931: Després de les eleccions del Consell Nacional, el PSS es torna el partit majoritari del país.
- 1932: El 9 de novembre, reclutes obren foc sense pietat contra manifestants antifeixistes a Ginebra, la manifestació deixa un resultat de 13 morts i 63 ferits.

## Resultats electorals

### Consell Nacional
| Any  | Vots    | %         | Escons   | +/– | Pos. |
| ---- | ------- | --------- | -------- | --- | ---- |
| 1890 | N/A     | 3.6 (#5)  | 1 / 147  | 1   | 5è   |
| 1893 | N/A     | 5.9 (#5)  | 1 / 147  | =   | 5è = |
| 1896 | 25,304  | 6.8 (#4)  | 2 / 147  | 1   | 4t   |
| 1899 | 35,488  | 9.6 (#4)  | 4 / 147  | 2   | 4t = |
| 1902 | 51,338  | 12.6 (#3) | 7 / 167  | 3   | 4t = |
| 1905 | 60,308  | 14.7 (#3) | 2 / 167  | 5   | 5è   |
| 1908 | 70,003  | 17.6 (#3) | 7 / 167  | 5   | 4t   |
| 1911 | 80,050  | 20.0 (#2) | 15 / 189 | 8   | 3r   |
| 1914 | 34,204  | 10.1 (#3) | 19 / 189 | 3   | 3r = |
| 1917 | 158,450 | 30.8 (#2) | 20 / 189 | 2   | 3r = |
| 1919 | 175,292 | 23.5 (#2) | 41 / 189 | 21  | 2n   |
| 1922 | 170,974 | 23.3 (#2) | 43 / 198 | 2   | 3r   |
| 1925 | 192,208 | 25.8 (#2) | 49 / 198 | 6   | 2n   |
| 1928 | 220,141 | 27.4 (#1) | 50 / 198 | 1   | 2n = |
| 1931 | 247,946 | 28.7 (#1) | 49 / 187 | 1   | 2n = |
| 1935 | 255,843 | 28.0 (#1) | 50 / 187 | 1   | 1r   |
| 1939 | 160,377 | 25.9 (#1) | 45 / 187 | 5   | 2n   |
| 1943 | 251,576 | 28.6 (#1) | 56 / 194 | 11  | 1r   |
| 1947 | 251,625 | 26.2 (#1) | 48 / 194 | 8   | 2n   |
| 1951 | 249,857 | 26.0 (#1) | 49 / 196 | 1   | 2n = |
| 1955 | 263,664 | 27.0 (#1) | 53 / 196 | 4   | 1r   |
| 1959 | 259,139 | 26.4 (#1) | 51 / 196 | 2   | 1r = |
| 1963 | 256,063 | 26.6 (#1) | 53 / 200 | 2   | 1r = |
| 1967 | 233,873 | 23.5 (#1) | 50 / 200 | 3   | 1r = |
| 1971 | 452,195 | 22.9 (#1) | 46 / 200 | 4   | 2n   |
| 1975 | 477,125 | 24.9 (#1) | 55 / 200 | 9   | 2n = |
| 1979 | 443,794 | 24.4 (#1) | 51 / 200 | 4   | 2n = |
| 1983 | 444,365 | 22.8 (#2) | 47 / 200 | 4   | 2n = |
| 1987 | 353,334 | 18.4 (#3) | 41 / 200 | 6   | 3r   |
| 1991 | 373,664 | 18.5 (#2) | 41 / 200 | =   | 2n   |
| 1995 | 410,136 | 21.8 (#1) | 54 / 200 | 13  | 2n = |
| 1999 | 438,555 | 22.5 (#2) | 51 / 200 | 3   | 2n = |
| 2003 | 490,392 | 23.3 (#2) | 52 / 200 | 1   | 2n = |
| 2007 | 450,308 | 19.5 (#2) | 43 / 200 | 9   | 2n = |
| 2011 | 451,236 | 18.7 (#2) | 46 / 200 | 3   | 2n = |
| 2015 | 475,071 | 18.8 (#2) | 43 / 200 | 3   | 2n = |
| 2019 | 408,128 | 16.8 (#2) | 39 / 200 | 4   | 2n = |
| 2023 | 466,714 | 18.3 (#2) | 41 / 200 | 2   | 2n = |

## Dirigents

### Presidents del Partit
- 1888-1890 Alexander Reichel (Berna)
- 1890-1892 Albert Steck (Berna)
- 1892-1894 Eugen Wullschleger (Basilea)
- 1894-1897 Wilhelm Fürholz (Soleure)
- 1897-1898 Karl Zgraggen (Berna)
- 1898-1898 Paul Brandt (Sankt Gallen)
- 1898-1901 Otto Lang (Zúric)
- 1901-1902 Josef Albisser (Lucerna)
- 1902-1909 Gottfried Reimann (Biel-Bienne)
- 1909-1911 Eduard Kessler (Olten)
- 1911-1912 Johann Näher (Biel-Bienne)
- 1912-1916 Fritz Studer (Winterthur)
- 1916-1918 Emil Klöti (Zuric)
- 1918-1918 Jakob Gschwend (Zuric)
- 1919-1919 Gustav Müller (Berna)
- 1919-1935 Ernst Reinhard (Berna)
- 1935-1952 Hans Oprecht (Zuric)
- 1952-1962 Walter Bringolf (Schaffhausen)
- 1962-1970 Fritz Grütter (Berna)
- 1970-1975 Arthur Schmid (Aarau)
- 1975-1990 Helmut Hubacher (Basilea)
- 1990-1997 Peter Bodenmann (Brig)
- 1997-2000 Ursula Koch (Zuric)
- 2000-2004 Christiane Brunner (Ginebra)
- 2004-.... Hans-Jürg Fehr (Schaffhausen)

### Consellers Federals
- 1943-1951 Ernst Nobs
- 1951-1953 Max Weber
- 1959-1969 Willy Spühler
- 1959-1973 Hans Peter Tschudi
- 1969-1977 Pierre Graber
- 1973-1983 Willy Ritschard
- 1977-1987 Pierre Aubert
- 1987-1993 René Felber
- 1983-1995 Otto Stich
- 1993-2002 Ruth Dreifuss
- 1995-.... Moritz Leuenberger
- 2003-.... Micheline Calmy-Rey

### Presidents del grup parlamentari
- 1966-1969 Pierre Graber
- 1969-1971 Edmund Wyss
- 1971-1972 Anton Muheim
- 1972-1978 Richard Müller
- 1978-1980 Heinz Bratschi
- 1980-1981 René Felber
- 1981-1983 Félicien Morel
- 1983-1987 Dario Robbiani
- 1987-1995 Ursula Mauch
- 1995-1999 Ursula Hafner
- 1999-2001 Franco Cavalli
- 2001-.... Hildegard Fässler